# Walter Fischer von Weikersthal
Walter Fischer von Weikersthal född 15 september 1890 i Stuttgart död 11 februari 1953 i Stuttgart. Tysk militär. Fischer von Weikersthal befordrades till generalmajor i mars 1938 och till general i infanteriet i januari 1942. Han erhöll Riddarkorset av järnkorset i augusti 1941.

## Befäl
- stabschef 7. Armee augusti 1939 – november 1940
- 35. Infanterie-Division november 1940 - december 1941
- LIII. Armeekorps december 1941 – mars 1942
- LXVII. Armeekorps september 1942 – juli 1944
- till överbefälhavarens förfogande juli 1944 – mars 1945
- militärområde Oberrhein mars – maj 1945

Fischer von Weikersthal var i krigsfångenskap maj 1945 – 1947.